# Wimbledon 1884
De 8e editie van het Britse grandslamtoernooi, Wimbledon 1884, werd gehouden van zaterdag 5 tot en met zaterdag 19 juli 1884. Voor de vrouwen was het de 1e editie van het Britse graskampioenschap. Het toernooi werd gespeeld op de toenmalige locatie op de Worple Road bij de All England Lawn Tennis and Croquet Club in de wijk Wimbledon van de Britse hoofdstad Londen.
De eerste editie van het vrouwenenkelspel en mannendubbelspel werd gespeeld na afloop van het mannenenkelspel.
Zoals toen gebruikelijk was, speelden de spelers om de titelverdediger te mogen uitdagen in de finale "challenge round". Deze regel was nog niet van toepassing op de nieuwe onderdelen.
In het mannentoernooi deden voor de eerste keer buitenlanders mee.
William Renshaw won zijn vierde titel door zijn uitdager Herbert Lawford te verslaan.
Renshaw won samen met zijn broer Ernest ook het mannendubbelspel.
Het vrouwentoernooi werd gewonnen door Maud Watson.

## Belangrijkste uitslagen
Mannenenkelspel

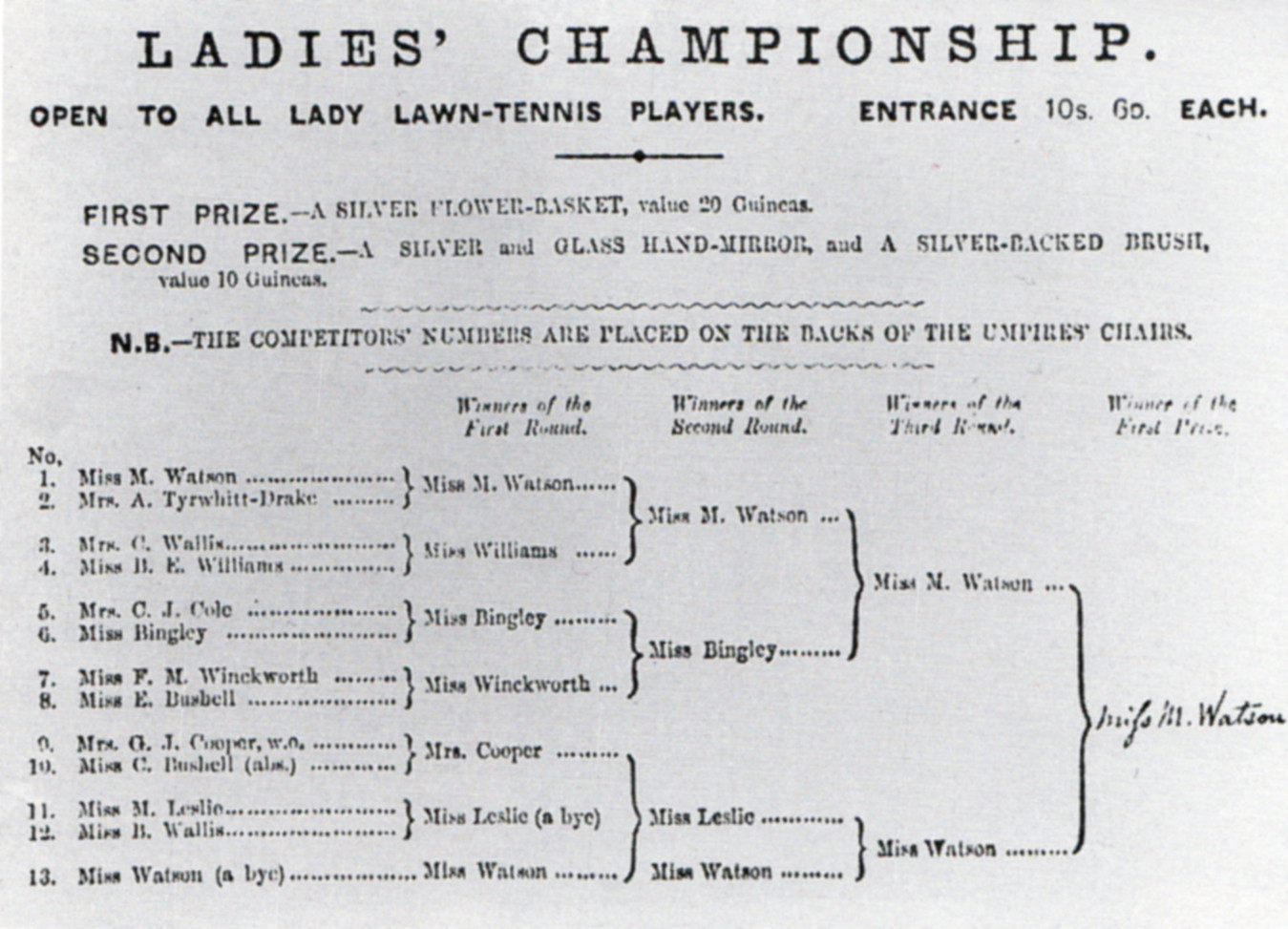
Programma van het vrouwentoernooi

Finale: William Renshaw (Verenigd Koninkrijk) won van Herbert Lawford (Verenigd Koninkrijk) met 6–0, 6–4, 9–7 
Vrouwenenkelspel

Finale: Maud Watson (Verenigd Koninkrijk) won van Lilian Watson (Verenigd Koninkrijk) met 6–8, 6–3, 6–3 
Mannendubbelspel

Finale: Ernest Renshaw (Verenigd Koninkrijk) en William Renshaw (Verenigd Koninkrijk) wonnen van Ernest Lewis  (Verenigd Koninkrijk) en Teddy Williams (Verenigd Koninkrijk) met 6–3, 6–1, 1–6, 6–4 
Het vrouwendubbelspel en gemengd dubbelspel werden in 1913 voor het eerst georganiseerd.
Een juniorentoernooi werd voor het eerst in 1947 gespeeld.